# De Beauffort

Wapen van de familie de Beauffort uit Artesië

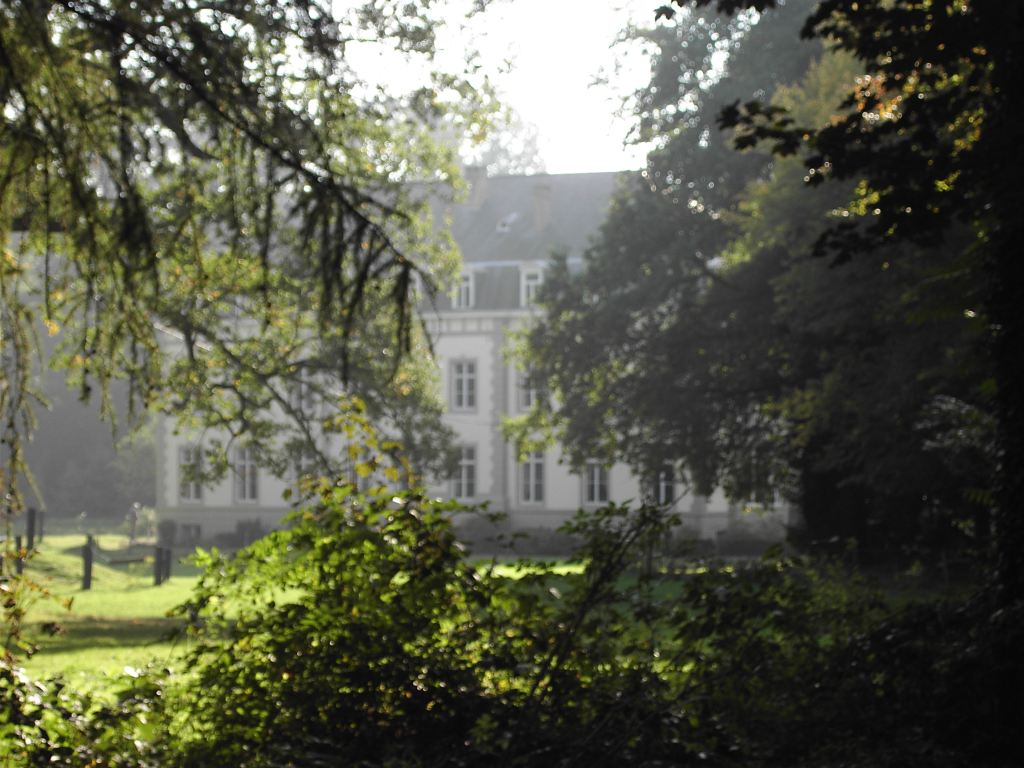
Het Kasteel de Beauffort in Linden

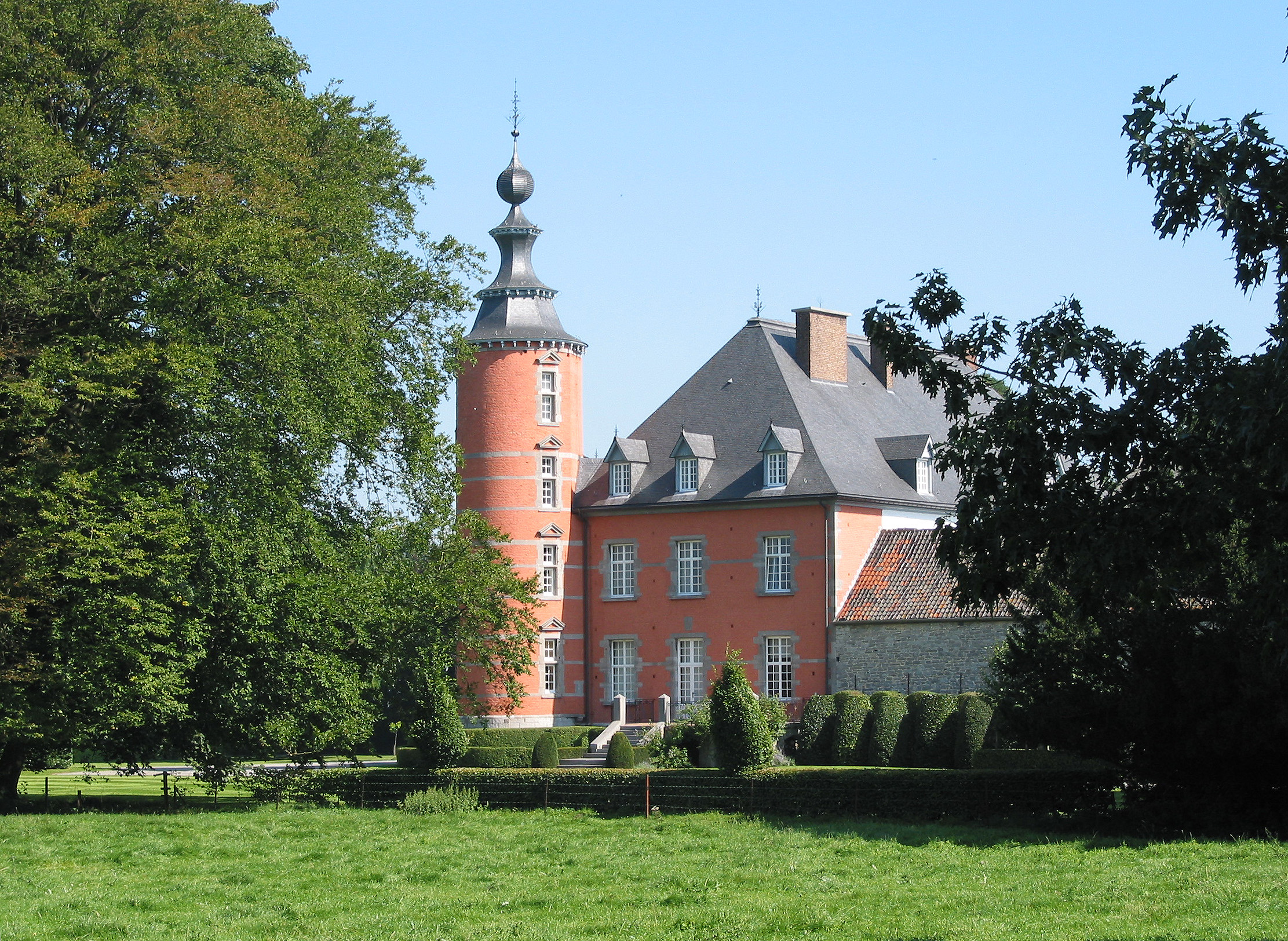
Kasteel van Loyers

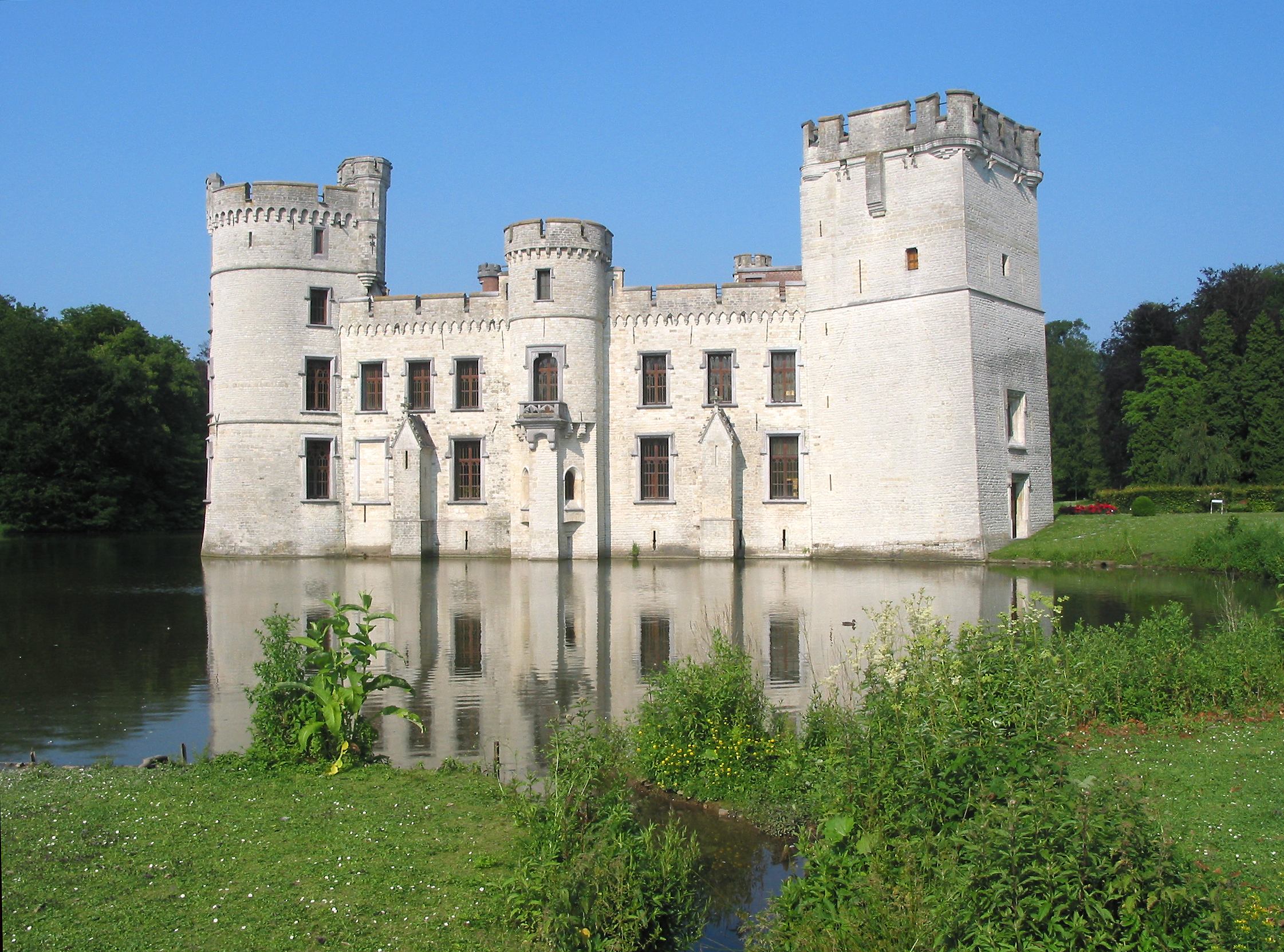
Het kasteel van Bouchout in Meise

De Beauffort is een adellijke Belgische familie, afkomstig uit Artesië, die niet te verwarren is met de familie Beaufort Spontin of met andere families de Beauffort in Frankrijk.

## Geschiedenis

### Artesië
Heel wat de Beaufforts zijn in de kronieken te noteren vanaf de twaalfde eeuw. Verschillende onder hen trokken mee op kruistochten, onder meer in 1248 onder de leiding van de heilige koning Lodewijk IX. Heel wat Beaufforts sneuvelden tijdens de Slag bij Azincourt.

### In België
In 1735 werd in Frankrijk de titel marquis de Beauffort toegekend, overdraagbaar bij eerstgeboorte.
- Charles de Beauffort (1753-1827), markies van Mondicourt, kwam zich in de Zuidelijke Nederlanden vestigen na zijn huwelijk in 1781 met gravin Honorine de Merode-Westerloo. Ze hadden als nazaten:
  - Philippe-Ernest (Arras, 7 februari 1782 - 1858), markies de Beauffort, die op 20 februari 1804 in Doornik trouwde met Jeanne de Wignacourt (Rijsel, 31 mei 1776).
    - Amédée de Beauffort (zie hierna).
    - Charles Louis Marie De Beauffort (Doornik, 9 juli 1808)  huwde op 10 december 1832 in Rijsel met Marie Victoire Herminie Ghislaine De Fourmestraux (Rijsel, 18 februari 1807). Ze woonden met hun zoon Henri Marie Guislain Philippe De Beauffort (Rijsel, 7 augustus 1840) op het kasteel van Bossuit.

  - Charles-Jules de Beauffort (1783-1827) die in 1810 trouwde met Adelaïde de Pouilly.
    - Emmanuel de Beauffort (zie hierna).

## Amédée de Beauffort
- Louis Léopold Marie Amédée de Beauffort (Doornik, 4 april 1806 - Brussel, 28 juli 1858) maakte net als zijn ouders geen deel uit van de Belgische adel. Hij werd tot Belg genaturaliseerd  en werd impliciet als lid van de Belgische adel aanvaard doordat hij in 1836 open brieven kreeg in verband met zijn wapenschild. Hij werd burgemeester van Wemmel, ambassaderaad, inspecteur-generaal van Schone Kunsten en lid van de Heraldische Raad. Hij trouwde in 1830 met gravin Elisabeth Roose de Baisy (1809-1873), die het kasteel van Bouchout in haar bruidsschat meebracht.
  - Leopold de Beauffort (Brussel, 25 mei 1832) liet zich in 1863 voor alle zekerheid nogmaals in de Belgische adel bevestigen met de titel graaf, overdraagbaar op alle afstammelingen. Hij bleef vrijgezel en verdween.
  - Albert de Beauffort (Meise, 20 september 1834 - Brussel, 6 juni 1914) liet zich in 1863 in de Belgische adel bevestigen, met de titel graaf overdraagbaar op alle afstammelingen, en in 1897 kreeg hij daarbij de titel markies, overdraagbaar bij eerstgeboorte. Hij werd gouverneur van de provincie Namen. Hij trouwde met Emilie de Marnix (1841-1931) en ze kregen zes kinderen, met afstammelingen tot heden.

## Emmanuel de Beauffort
Emmanuel Leopold de Beauffort (Metz, 6 december 1812 - Watermaal-Bosvoorde, 14 september 1886) was evenmin Belg. Hij kwam in 1830 naar België en sloot zich aan bij het in wording zijnde Belgisch leger.
In 1837 trouwde hij met Sara de T'Serclaes-Tilly (1815-1881), die onder meer het kasteel van Linden in de huwelijksgemeenschap inbracht. Het echtpaar vestigde zich in dit kasteel, voortaan kasteel de Beauffort genoemd. Rond 1870 gaf hij uitbreiding aan het kasteel. Hij werd ook burgemeester van de gemeente Linden.
In 1850 werd hij tot Belg genaturaliseerd en in 1863 werd hij opgenomen in de erfelijke adel, met de titel graaf, overdraagbaar op alle afstammelingen. Het echtpaar had een zoon die zorgde voor afstammelingen, tot heden.